# Arhimedova spirala
Arhimedova spirala (po Arhimedu) je ravninska transcendentna krivulja koja nastaje kada se točka stalnom (konstantnom) brzinom v udaljuje od ishodišta po zraci koja obilazi ishodište stalnom kutnom brzinom ω. Udaljenost neke točke Arhimedove spirale od ishodišta razmjerna je (proporcionalna) pripadnomu kutu zakreta. 
U polarnom koordinatnom sustavu određena je jednadžbom: 
{\displaystyle \rho ={\frac {v\cdot \phi }{\omega }}}
odnosno: 
{\displaystyle \rho =a\cdot \phi }
gdje je:
{\displaystyle a={\frac {v}{\omega }}}